# Valley Stream
Valley Stream és una població dels Estats Units a l'estat de Nova York. Segons el cens del 2000 tenia 36.368 habitants.

## Demografia
Segons el cens del 2000, Valley Stream tenia 36.368 habitants, 12.484 habitatges, i 9.600 famílies. La densitat de població era de 4.081,9 habitants per km².
Dels 12.484 habitatges en un 33,9% hi vivien nens de menys de 18 anys, en un 61,5% hi vivien parelles casades, en un 11,5% dones solteres, i en un 23,1% no eren unitats familiars. En el 20,2% dels habitatges hi vivien persones soles l'11,3% de les quals corresponia a persones de 65 anys o més que vivien soles. El nombre mitjà de persones vivint en cada habitatge era de 2,91 i el nombre mitjà de persones que vivien en cada família era de 3,37.
Per edats la població es repartia de la següent manera: un 23,5% tenia menys de 18 anys, un 7,7% entre 18 i 24, un 29,1% entre 25 i 44, un 23,4% de 45 a 60 i un 16,3% 65 anys o més.
L'edat mediana era de 39 anys. Per cada 100 dones de 18 o més anys hi havia 87 homes.
La renda mediana per habitatge era de 89.750 $ i la renda mediana per família de 91.585 $. Els homes tenien una renda mediana de 57.094 $ mentre que les dones 35.260 $. La renda per capita de la població era de 25.636 $. Entorn del 2,2% de les famílies i el ,05% de la població estaven per davall del llindar de pobresa.